# Die öffentlichen Verleumder

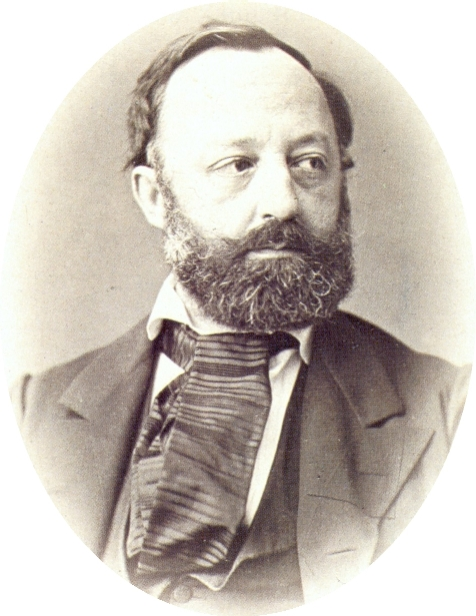
Gottfried Keller, Fotografie, Zürich, ca. 1870

Die öffentlichen Verleumder ist der Titel eines Gedichts des Schweizer Schriftstellers und Politikers Gottfried Keller. 1878 aus aktuellem Anlass entstanden, brachte es Erfahrungen zur Sprache, die Keller während seiner Tätigkeit als Staatsschreiber des Kantons Zürich gemacht hatte. Das „Zorngedicht“ sollte ursprünglich in der Deutschen Rundschau veröffentlicht werden, erschien aber erstmals 1883 in Kellers Gesammelten Gedichten. 1933–1945 wurde es in Kreisen des deutschen Widerstands als Kampf- und Schmährede gegen Hitler aufgefasst und unter der Hand weiterverbreitet. Was die Leser erstaunte, war, dass ein Dichter des 19. Jahrhunderts Hitler vorausgeahnt und als dessen Ausgangsverbrechen und Mittel zur Machtergreifung die Verleumdung erkannt haben sollte.

## Text
Ein Ungeziefer ruht

In Staub und trocknem Schlamme

Verborgen, wie die Flamme

In leichter Asche tut.

Ein Regen, Windeshauch

Erweckt das schlimme Leben,

Und aus dem Nichts erheben

Sich Seuchen, Glut und Rauch.

Aus dunkler Höhle fährt

Ein Schächer, um zu schweifen;

Nach Beuteln möcht er greifen

Und findet bessern Wert:

Er findet einen Streit

Um Nichts, ein irres Wissen,

Ein Banner, das zerrissen,

Ein Volk in Blödigkeit.

Er findet, wo er geht,

Die Leere dürft’ger Zeiten,

Da kann er schamlos schreiten,

Nun wird er ein Prophet!

Auf einen Kehricht stellt

Er seine Schelmenfüße

Und zischelt seine Grüße

In die verblüffte Welt.

Gehüllt in Niedertracht,

Gleichwie in einer Wolke,

Ein Lügner vor dem Volke,

Ragt bald er groß an Macht

Mit seiner Helfer Zahl,

Die hoch und niedrig stehend,

Gelegenheit erspähend,

Sich bieten seiner Wahl.

Sie teilen aus sein Wort,

Wie einst die Gottesboten

Getan mit den fünf Broten,

Das klecket fort und fort!

Erst log allein der Hund,

Nun lügen ihrer Tausend;

Und wie ein Sturm erbrausend,

So wuchert jetzt sein Pfund.

Hoch schießt empor die Saat,

Verwandelt sind die Lande,

Die Menge lebt in Schande

Und lacht der Schofeltat!

Jetzt hat sich auch erwahrt,

Was erstlich war erfunden:

Die Guten sind verschwunden,

Die Schlechten stehn geschart!

Wenn einstmals diese Not

Lang wie ein Eis gebrochen,

Dann wird davon gesprochen

Wie von dem schwarzen Tod;

Und einen Strohmann baun

Die Kinder auf der Haide,

Zu brennen Lust aus Leide

Und Licht aus altem Graun.

## Erläuterungen

### Zur Form
Jede der sieben Strophen besteht aus acht kurzen, dreihebig-jambischen Verszeilen, die nach dem Schema abba cddc gereimt sind (umschließende Reime). Dieses Schema, das die Strophe deutlich in zwei Quartette teilt, gibt die gedankliche Gliederung wieder: Das im ersten Quartett Gesagte wird im zweiten kommentiert oder konkretisiert. Außer in der vierten Strophe steht zwischen den Quartetten jeweils ein „starkes“ Satzzeichen (Punkt, Doppelpunkt, Ausrufezeichen, Semikolon).

### Zum Inhalt
Erste Strophe. Von einem Ungeziefer ist im ersten Quartett die Rede, das ruht, einstweilen keinen Schaden anrichtet. Welche Gefahr es darstellt, sagt das zweite Quartett: Ein Regen, Windeshauch genügt, um aus der unter Asche verborgenen Glut einen Brand und aus den in trocknem Schlamme schlafenden Keimen eine Seuche entstehen lassen.
Zweite Strophe. Ein Schächer tritt auf. In Luthers Übersetzung des Neuen Testaments sind mit den Schächern die zur Seite Jesu gekreuzigten Schwerverbrecher gemeint. Außerhalb des biblischen Kontexts wird das Wort selten gebraucht und hat einen Beigeschmack von Armseligkeit: Ein jämmerlicher Kerl, ein armer Teufel verlässt sein Versteck, fährt aus wie ein halbverhungertes Raubtier auf Beutezug. Doch statt Geldbörsen findet er Dinge, die für ihn wertvoller sind. Was er findet, steht im zweiten Quartett: einen nutzlosen Streit, in den er sich mischen, eine verrückte Ideologie, die er sich aneignen kann; dazu eine zerrissene Kriegsflagge und Ein Volk in Blödigkeit. Wer gegen Hitler war und seinen Aufstieg verfolgte, konnte in diesen Worten die Situation des deutschen Volkes nach dem verlorenen Weltkrieg beschrieben finden: Durch die Niederlage und den Versailler Frieden gedemütigt, schenkten die Deutschen einem Verleumder Gehör, dessen irres Wissen von einer Verschwörung des Weltjudentums die quälende Kriegsschuldfrage zu beantworten schien.
Dritte Strophe. Die Leere dürft’ger Zeiten, sprich: die mit der Erschöpfung materieller Ressourcen einhergehende moralische Erschöpfung, der Verlust von Wertmaßstäben ebnet dem Verleumder die Bahn, auf der er schamlos schreiten kann. Nun wird er ein Prophet. Zweites Quartett: Der Berg, von dem herab er Großes kündet, ist freilich ein Haufen Kehricht, und die Füße, auf denen er steht, sind die eines Schelmen. Er zischelt seine Grüße / In die verblüffte Welt: seine Stimme ist die einer Schlange und die Botschaften, die er aussendet, dienen wie der Bluff des Kartenspielers der Verwirrung und Täuschung.

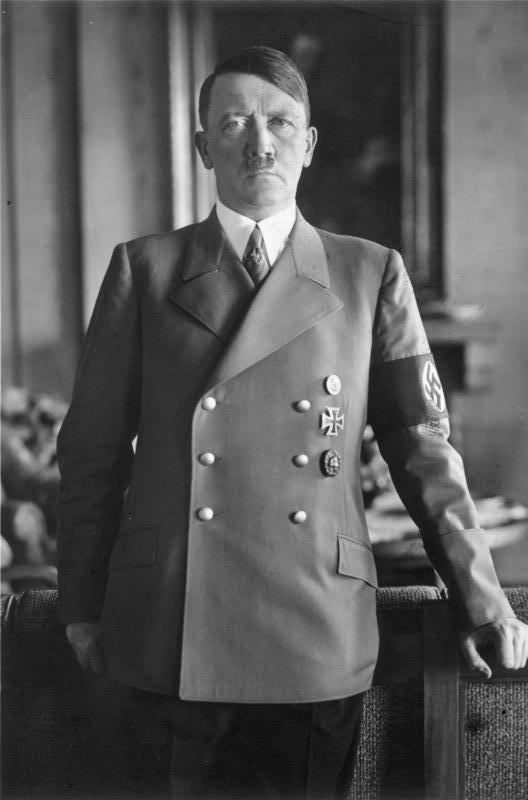
Porträtaufnahme Hitlers in der Reichskanzlei (1938)

Vierte Strophe. Auf dem Gipfel der Macht verhüllt ein dekoratives Gewand den Lügner vor dem Volke. Es ist das der Niedertracht. Sein Lügengebäude ragt nun bis in die Wolken. Er hat es gewiss nicht alleine errichtet. Im zweiten Quartett fällt der Blick auf seiner Helfer Zahl, die Opportunisten aus allen Bevölkerungsschichten, die sich ihm andienen, die sich dazu willig belügen lassen und selbst belügen.
Fünfte Strophe. Wie die Jünger Jesu bei der Speisung der Fünftausend mit den Broten (Mt 14,13-21 ), so verfahren die Helfer mit den Worten des Verleumders. Das klecket fort und fort!: die wundersame Lügnervermehrung klappt vortrefflich. Erst log allein der Hund, / Nun lügen ihrer Tausend. Die beiden Schlusszeilen könnten dem Dichter den Vorwurf der Bildvermischung und dem Politiker den der Blasphemie einbringen. Doch das kümmert Keller nicht. Einmal im Zuge leidenschaftlicher Rede, setzt er das Geschehen mit einem weiteren Erlebnis der Jünger, dem Pfingstwunder, und mit einem Gleichnis Jesu in Beziehung: Und wie ein Sturm erbrausend / (Apg 2,1-4 ) So wuchert jetzt sein Pfund (Lk 19,12-27 ).
Sechste Strophe. Hoch schießt empor die Saat, / Verwandelt sind die Lande, – doch zum Schaden und zur Schande der Menge, die die Schofeltat auch noch belacht. Das zweite Quartett zieht Bilanz: Was erstlich war erfunden, die Lüge, mit der alles anfing, dass nämlich die Massen fest im Griff eines „Systems“ verschworener Volksverräter seien, hat sich nun erwahrt, ist zur Tatsache geworden: Die Guten sind verschwunden / Die Schlechten stehn geschart, sind vorteilhaft aufgestellt und halten „die Reihen fest geschlossen“.
Siebte Strophe. Wie wird man dieses Geschehen einstmals, von einem fernen Punkt der Zukunft aus beurteilen? Dann wird davon gesprochen / Wie von dem schwarzen Tod, wie von der Pest-Pandemie, die im spätmittelalterlichen Europa wütete. Zwar wird man sich erinnern, dass es eine finstere, leid- und grauenvolle Zeit war. Doch ob man recht begreift, was da gespielt wurde, wenn man kindlich naïv den Verleumder als Strohmann darstellt und ihn in effigie verbrennt? Der Dichter lässt diese Frage offen.

### Zur Entstehung
Unmittelbarer Anlass des Gedichts war eine Pressekampagne gegen Eduard Hitzig, den Leiter der Zürcher Irrenanstalt Burghölzli. Sie wurde 1878 mit antisemitischen Untertönen geführt. Keller, der Hitzig öffentlich unterstützte, schrieb an Julius Rodenberg, den Herausgeber der in Berlin erscheinenden Deutschen Rundschau:
„Ich habe eine Art ethisches Zorngedicht in Arbeit, welches die Verleumdung in öffentlichen Sachen, wie sie namentlich in der Gegenwart [...] in Presse und politischer Literatur grassiert und bei Euch wie bei uns geübt wird, zum Gegenstand hat und etwa den Titel: Calumniator publicus führen wird. Hier kann ich mir nun denken, daß Ihnen das zu schwerfällig oder zu grämlich oder sonst was wäre, vielleicht zu absonderlich im Stoff usw.“
Mit „bei Euch“ spielte Keller auf den vom Berliner Hofprediger Adolf Stoecker geschürten Berliner Antisemitismusstreit an. Obwohl Rodenberg Kellers Bedenken zerstreute, blieb das Gedicht unvollendet. In den erhaltenen Entwürfen fehlt die siebte Strophe. Sie steht erstmals in der Gedichtausgabe von 1883. Dort gibt es die harmlos klingende Rubrik „Festlieder und Gelegentliches“. Diese enthält jedoch eine Unterabteilung mit dem ironischen Titel „Pandora“ und dem erklärenden Zusatz „Antipanegyrisches“. In dieser Abteilung, einer Art Giftschrank, stehen Gedichte, die von gesellschaftlichen Schrecknissen und politischen Lastern handeln, somit das krasse Gegenteil von Festgesängen und Lobliedern sind. Hier brachte Keller „Die öffentlichen Verleumder“ unter, zusammen mit Zorngedichten aus seiner politisch bewegten Jugend.
Die Person, die Keller als Modell für einen öffentlichen Verleumder diente und die er während seiner Amtszeit zu studieren Gelegenheit hatte, war Friedrich Locher (1820–1911), ein Jurist aus Zürich, der sich nach Misserfolgen im Berufsleben auf die Sensationsberichterstattung verlegte. Schriftstellerisch begabt, witzig und phantasiereich, wie er war, griff Locher mit einer Reihe von Pamphleten das „System“ an, das sich unter Alfred Escher, dem führenden Politiker der zweiten liberalen Ära des Kantons Zürich, etabliert hatte. Es traf sich, dass in den 1860er Jahren eine Bewegung entstanden war, die auf direkte Demokratie drängte. Lochers Pamphlete gegen Escher und seine Gefolgschaft entfachten 1867/68 einen Sturm der Entrüstung, der die Regierung hinwegfegte und eine Revision der kantonalen Verfassung auf den Weg brachte. Der Escher-Freund Keller rechnet damit, entlassen zu werden. In einem Brief an seine Berliner Freundin Ludmilla Assing fasste er seine Erfahrungen und Erwartungen zusammen:
„Wir haben nämlich in unserem Kanton eine trockene Revolution mittelst einer ganz friedlichen aber sehr malitiösen Volksabstimmung gehabt, [...] in deren Folge jetzt unsere Verfassung total abgeändert wird. Das bisherige Repräsentativsystem soll in die neue und absolute Demokratie umgewandelt und damit unser Staatsgebäude in allen Teilen niedergerissen und neu aufgebaut werden. Da ich zu denen gehöre, die nicht von der Zweckmäßigkeit und Heilsamkeit der Sache überzeugt sind, so werde ich ganz resigniert abspazieren, ohne dem Volke zu grollen, das sich schon wieder zurechtfinden wird. Im Anfange der Bewegung hatten wir ewigen Ärger, da sie durch infame Verleumdungen in Gang gebracht wurde. Allein das Volk, welches die Lügen bei ihrer Kühnheit zu glauben gezwungen war, hätte von Stein sein müssen, wenn es nicht hätte aufgeregt werden sollen. Die Verleumder sind auch bereits erkannt und beiseite gesetzt; aber wie der Weltlauf ist, zieht seine Majestät, der Souverän, nichtsdestoweniger seinen Nutzen aus der Sache und behält seine Beute, die er erweiterte Volksrechte nennt.“
Der Briefschreiber Keller schildert die Vorgänge gelassen, scheinbar so, als gingen sie ihn nur äußerlich etwas an. Wie tief sie den Dichter und Erzähler Keller berührten, geht aus seiner 1874 erschienenen Novelle Das verlorne Lachen hervor. Darin schildert er eine „dämonisch seltsamen Bewegung, welche mehr Schrecken und Verfolgungsqualen in sich barg als manche blutige Revolution, obgleich nicht ein Haar gekrümmt wurde und kein einziger Backenstreich fiel.“ Noch tiefer wurde Kellers Vertrauen auf den humanen Fortschritt durch die Hitzig-Affäre erschüttert, als er beobachtete, dass der überwunden geglaubte religiöse Antijudaismus sich neu zu regen begann und, sich auf neue Irrlehren berufend, als politischer Antisemitismus wieder auferstand. In einem Brief an seinen Freund Moritz Lazarus schrieb er von der „dünnen Kulturdecke, welche uns von den wühlenden und heulenden Tieren des Abgrunds zu trennen scheint.“

### Zur Rezeption
- 1926. Karl Kraus druckt im Oktoberheft seiner Zeitschrift Die Fackel „Die öffentlichen Verleumder“ zusammen mit zwei anderen Gedichten aus der Abteilung „Pandora“. Die kleine Blütenlese ist überschrieben: „Zeitgemäßes von Gottfried Keller“.[11]

- 1933. Am 1. Januar wird in München das Kabarett Die Pfeffermühle gegründet. Noch im selben Jahr müssen die Mitglieder des Ensembles fliehen. In der Emigration wird Kellers Gedicht zu einem festen Bestandteil des Repertoires. In der Schweiz, in den Niederlanden, in Belgien, Luxemburg und in der Tschechoslowakei erreicht es ein breites deutschsprachiges Publikum; nicht so in Prag, wo die Zensur das Gedicht aus dem Programm streicht.[12]

- 1934. Im Schweizer Exil schreibt Thomas Mann am 8. Dezember in sein Tagebuch: „Mittagessen mit Erika und der Giehse. Vorlesung eines äußerst frappanten und sehr schönen Gedichtes von Keller, das E. jetzt in der „Pfeffermühle“ spricht, und das auf Hitler-Deutschland gemünzt scheint.“[13]

- 1939. Friedrich Reck-Malleczewen erwähnt das Gedicht in seinem „Tagebuch eines Verzweifelten“, S. 113  in der Ausgabe Frankfurt/Main 1994 (Andere Bibliothek, Band 113).

- 1942. Hans Scholl liest bei der Geburtstagsfeier seiner Schwester Sophie „Die öffentlichen Verleumder“ vor. Niemand errät zunächst den Verfasser, aber alle sind der Ansicht, das Gedicht sollte als Flugblatt in ganz Deutschland verbreitet werden. Dazu kommt es nicht mehr: 1943 werden die Mitglieder der Widerstandsgruppe verhaftet, zum Tode verurteilt und hingerichtet.[14]

- 1943. Der Kunstmaler Bernhard Huys wird vom Sondergericht Hannover wegen Abhörens von Feindsendern und Verächtlichmachung des Führers zu zwei Jahren Zuchthaus verurteilt. Als Beweismittel für den zweiten Anklagepunkt dient die in seinem Haus gefundene Abschrift des Gedichts.[15]

- 1933–45. Pfarrer Josef Hog, Eschbach, erinnert sich: „In der geistigen Opposition der damaligen Zeit suchte man auch Hilfe bei den Geistesmännern der Vergangenheit. Professor Engelbert Krebs trug uns eines Tages im Pfarrhaus in St. Märgen auswendig das Gedicht ‚Die öffentlichen Verleumder‘ von Gottfried Keller aus der Gedichtsammlung ‚Pandora‘ vor. [...] Der Text war von mir zeitweise in der Kirche versteckt, wurde aber oft hervorgeholt und in Pforzheim und besonders in Karlsruhe unter Freunden vorgelesen.“[16]